# Улица потрошителя
«У́лица потроши́теля» (англ. Ripper Street) — сериал BBC, созданный Ричардом Уорлоу. Действие сериала разворачивается в районе Уайтчепел в Ист-Энде спустя шесть месяцев после последнего убийства, совершенного Джеком-потрошителем. Главные роли исполняют Мэттью Макфэдьен, Джером Флинн и Адам Ротенберг. Премьера сериала состоялась 30 декабря 2012 года на телеканале BBC One. 28 октября стартовал второй сезон, так же, как и первый, состоящий из 8 эпизодов.
4 декабря 2013 года BBC объявил, что второй сезон станет последним, так как рейтинги сериала оказались ниже, чем ожидалось. Однако 26 февраля 2014 года было объявлено, что Amazon Video возродит сериал. Съёмки третьего сезона начались в мае 2014 года, а его премьера состоялась 14 ноября того же года. Вскоре было объявлено о продлении телесериала на четвёртый и пятый сезоны. Премьера четвёртого сезона состоялась 15 января 2016 года, а 8 марта того же года стало известно, что пятый сезон станет финальным (всего для двух последних сезонов было запланировано 13 серий). Премьера заключительного пятого сезона состоялась 12 октября 2016 года.

## Сюжет
Апрель 1889 года. Детектив-инспектор Эдмунд Рид и сержант Беннет Дрейк объединяются с бывшим американским военным хирургом Гомером Джексоном, чтобы расследовать преступления в районе Уайтчепел в Ист-Энде.

## В ролях
| Таблица присутствия актёров в сезонах | Таблица присутствия актёров в сезонах | Таблица присутствия актёров в сезонах | Таблица присутствия актёров в сезонах | Таблица присутствия актёров в сезонах | Таблица присутствия актёров в сезонах | Таблица присутствия актёров в сезонах |
| Актёр                                 | Персонаж                              | Сезоны                                | Сезоны                                | Сезоны                                | Сезоны                                | Сезоны                                |
| Актёр                                 | Персонаж                              | 1                                     | 2                                     | 3                                     | 4                                     | 5                                     |
| Основной состав                       | Основной состав                       | Основной состав                       | Основной состав                       | Основной состав                       | Основной состав                       | Основной состав                       |
| ------------------------------------- | ------------------------------------- | ------------------------------------- | ------------------------------------- | ------------------------------------- | ------------------------------------- | ------------------------------------- |
| Мэттью Макфэдьен                      | Эдмунд Рид                            | Постоянно                             | Постоянно                             | Постоянно                             | Постоянно                             | Постоянно                             |
| Джером Флинн                          | Беннет Дрейк                          | Постоянно                             | Постоянно                             | Постоянно                             | Постоянно                             |                                       |
| Адам Ротенберг                        | Гомер Джексон/Мэттью Джадж            | Постоянно                             | Постоянно                             | Постоянно                             | Постоянно                             | Постоянно                             |
| Мианна Бёринг                         | Сьюзан Харт/Кейтлин Свифт Джадж       | Постоянно                             | Постоянно                             | Постоянно                             | Постоянно                             | Постоянно                             |
| Шарлин Маккенна                       | Роуз Эрскин (Дрейк)                   | Постоянно                             | Постоянно                             | Постоянно                             | Постоянно                             | Постоянно                             |
| Второстепенный состав                 |                                       |                                       |                                       |                                       |                                       |                                       |
| Дэвид Уилмот                          | Дональд Артертон                      | Периодически                          | Периодически                          | Периодически                          | Гость                                 |                                       |
| Дэвид Доусон                          | Фред Бэст                             | Периодически                          | Периодически                          | Периодически                          |                                       |                                       |
| Клайв Расселл                         | Фредерик Эбберлайн                    | Периодически                          | Периодически                          | Периодически                          |                                       | Период.                               |
| Джонатан Барнвелл                     | Дик Хоббс                             | Период.                               |                                       |                                       |                                       |                                       |
| Люси Коху                             | Дебора Горен                          | Период.                               |                                       |                                       | Период.                               |                                       |
| Аманда Хейл                           | Эмили Рид                             | Период.                               |                                       |                                       |                                       |                                       |
| Джиллан Сэкер                         | Белла Дрейк                           | Периодически                          | Периодически                          |                                       |                                       |                                       |
| Иэн Макэлхинни                        | Теодор П. Свифт                       | Гость                                 |                                       | Период.                               | Гость                                 |                                       |
| Дэмьен Молони                         | Альберт Флайт                         |                                       | Период.                               |                                       |                                       |                                       |
| Джозеф Моул                           | Джедидая Шайн                         |                                       | Период.                               |                                       |                                       | Период.                               |
| Лианна Бэст                           | Джейн Кобден                          |                                       | Периодически                          | Периодически                          |                                       |                                       |
| Алисия Джеррард                       | Чарити                                |                                       | Периодически                          | Периодически                          |                                       |                                       |
| Фрэнк Харпер                          | Сайлас Дагган                         |                                       | Период.                               |                                       |                                       |                                       |
| Джон Хеффернан                        | Рональд Кэпшоу                        |                                       |                                       | Период.                               |                                       |                                       |
| Луиза Брили                           | Амелия Фрейн                          |                                       |                                       | Период.                               |                                       |                                       |
| Лидия Уилсон                          | Гермиона «Мими» Мортон                |                                       |                                       | Период.                               |                                       | Период.                               |
| Джош О’Коннор                         | Бобби Грейс                           |                                       |                                       | Период.                               |                                       |                                       |
| Анна Бёрнетт                          | Матильда Рид                          |                                       |                                       | Периодически                          | Периодически                          | Периодически                          |
| Киллиан Скотт                         | Огастус Дав                           |                                       |                                       |                                       | Периодически                          | Периодически                          |
| Мэттью Льюис                          | Сэмюел «Драм» Драммонд                |                                       |                                       |                                       | Периодически                          | Периодически                          |
| Бенджамин О’Махоуни                   | Фрэнк Тетчер                          |                                       |                                       |                                       | Периодически                          | Периодически                          |
| Анна Ковал                            | Рэйчел Костелло                       |                                       |                                       |                                       | Периодически                          | Периодически                          |
| Дэвид Трелфелл                        | Авель Крокер                          |                                       |                                       |                                       | Период.                               |                                       |
| Джонас Армстронг                      | Натаниэль Дав                         |                                       |                                       |                                       | Периодически                          | Периодически                          |
| Кэл и Кэй Мёрфи                       | Коннор Джадж                          |                                       |                                       |                                       | Периодически                          | Периодически                          |

## Эпизоды
| Сезон | Сезон | Эпизоды | Оригинальная дата показа | Оригинальная дата показа | Телеканал    |
| Сезон | Сезон | Эпизоды | Премьера сезона          | Финал сезона             | Телеканал    |
| ----- | ----- | ------- | ------------------------ | ------------------------ | ------------ |
|       | 1     | 8       | 30 декабря 2012          | 24 февраля 2013          | BBC One      |
|       | 2     | 8       | 28 октября 2013          | 16 декабря 2013          | BBC One      |
|       | 3     | 8       | 14 ноября 2014           | 26 декабря 2014          | Amazon Video |
|       | 4     | 7       | 15 января 2016           | 19 февраля 2016          | Amazon Video |
|       | 5     | 6       | 12 октября 2016          | 12 октября 2016          | Amazon Video |

### Сезон 1 (2012–13)
(1889 год)
| № общий | № в сезоне | Название                                                   | Режиссёр      | Автор сценария                   | Дата премьеры   | Зрители в Великобритании (млн) |
| ------- | ---------- | ---------------------------------------------------------- | ------------- | -------------------------------- | --------------- | ------------------------------ |
| 1       | 1          | «Мне нужен свет» «I Need Light»                            | Том Шанклэнд  | Ричард Уорлоу                    | 30 декабря 2012 | 7,89                           |
| 2       | 2          | «Под моей защитой» «In My Protection»                      | Том Шанклэнд  | Ричард Уорлоу                    | 6 января 2013   | 6,94                           |
| 3       | 3          | «Явился король» «The King Came Calling»                    | Энди Уилсон   | Деклан Кроган и Ричард Уорлоу    | 13 января 2013  | 6,54                           |
| 4       | 4          | «На благо этого города» «The Good of This City»            | Энди Уилсон   | Джули Раттерфорд и Ричард Уорлоу | 20 января 2013  | 6,95                           |
| 5       | 5          | «Вес человеческого сердца» «The Weight of One Man’s Heart» | Колм Маккарти | Тоби Финлэй                      | 27 января 2013  | 6,47                           |
| 6       | 6          | «Турнир теней» «Tournament of Shadows»                     | Колм Маккарти | Тоби Финлэй                      | 3 февраля 2013  | 6,31                           |
| 7       | 7          | «Человек моей компании» «A Man of My Company»              | Энди Уилсон   | Ричард Уорлоу                    | 17 февраля 2013 | 6,10                           |
| 8       | 8          | «В чём польза нашей работы?» «What Use Our Work?»          | Энди Уилсон   | Ричард Уорлоу                    | 24 февраля 2013 | 6,44                           |

### Сезон 2 (2013)
(1890 год)
| № общий | № в сезоне | Название                                              | Режиссёр        | Автор сценария                 | Дата премьеры   | Зрители в Великобритании (млн) |
| ------- | ---------- | ----------------------------------------------------- | --------------- | ------------------------------ | --------------- | ------------------------------ |
| 9       | 1          | «Чист как младенец» «Pure as the Driven»              | Том Шанклэнд    | Ричард Уорлоу                  | 28 октября 2013 | 6,45                           |
| 10      | 2          | «Разве я не монстр?» «Am I Not Monstrous?»            | Том Шанклэнд    | Ричард Уорлоу                  | 4 ноября 2013   | 5,48                           |
| 11      | 3          | «Стать мужчиной» «Become Man»                         | Кристофер Менол | Марни Диккенс                  | 11 ноября 2013  | 5,03                           |
| 12      | 4          | «Динамит и женщина» «Dynamite and a Woman»            | Кристофер Менол | Джейми Крайтон и Ричард Уорлоу | 18 ноября 2013  | 4,39                           |
| 13      | 5          | «Нити из шёлка и золота» «Threads of Silk and Gold»   | Кирон Хоукс     | Томас Мартин и Тоби Финлэй     | 25 ноября 2013  | 4,27                           |
| 14      | 6          | «Больше всего любить мир» «A Stronger Loving World»   | Кирон Хоукс     | Тоби Финлэй                    | 2 декабря 2013  | 4,18                           |
| 15      | 7          | «Наше предательство, часть 1» «Our Betrayal - Part 1» | Энди Уилсон     | Ричард Уорлоу                  | 9 декабря 2013  | 4,18                           |
| 16      | 8          | «Наше предательство, часть 2» «Our Betrayal - Part 2» | Энди Уилсон     | Ричард Уорлоу                  | 16 декабря 2013 | 4,63                           |

### Сезон 3 (2014)
(1894 год)
| № общий | № в сезоне | Название                                              | Режиссёр      | Автор сценария | Дата премьеры   | Зрители в Великобритании (млн) |
| ------- | ---------- | ----------------------------------------------------- | ------------- | -------------- | --------------- | ------------------------------ |
| 17      | 1          | «Конец Уайтчепела» «Whitechapel Terminus»             | Энди Уилсон   | Ричард Уорлоу  | 14 ноября 2014  | 4,92                           |
| 18      | 2          | «Взмах её крыльев» «The Beating of Her Wings»         | Энди Уилсон   | Тоби Финлэй    | 14 ноября 2014  | 4,44                           |
| 19      | 3          | «Пепел и алмазы» «Ashes and Diamonds»                 | Энтони Бирн   | Тоби Финлэй    | 21 ноября 2014  | 3,75                           |
| 20      | 4          | «Твой отец, мой друг» «Your Father, My Friend»        | Энди Уилсон   | Ричард Уорлоу  | 28 ноября 2014  | 3,71                           |
| 21      | 5          | «Тяжёлые сапоги» «Heavy Boots»                        | Энди Уилсон   | Ричард Уорлоу  | 5 декабря 2014  | TBA                            |
| 22      | 6          | «Неопровержимая истина» «The Incontrovertible Truth»  | Энтони Бирн   | Ричард Уорлоу  | 12 декабря 2014 | TBA                            |
| 23      | 7          | «Живи свободно, живи праведно» «Live Free, Live True» | Сол Метцштайн | Рейчел Беннетт | 19 декабря 2014 | 3,59                           |
| 24      | 8          | «Покой Эдмунда Рида» «The Peace of Edmund Reid»       | Сол Метцштайн | Ричард Уорлоу  | 26 декабря 2014 | TBA                            |

### Сезон 4 (2016)
(1897 год)
| № общий | № в сезоне | Название                                                   | Режиссёр    | Автор сценария | Дата премьеры   | Зрители в Великобритании (млн) |
| ------- | ---------- | ---------------------------------------------------------- | ----------- | -------------- | --------------- | ------------------------------ |
| 2526    | 12         | «Чужие дома» «The Strangers’ Home»                         | Кирон Хоукс | Ричард Уорлоу  | 15 января 2016  | 3,28                           |
| 27      | 3          | «Некоторые потеряли совесть» «Some Conscience Lost»        | Люк Уотсон  | Рейчел Беннетт | 22 января 2016  | 3,21                           |
| 28      | 4          | «Белый мир обратился в красный» «A White World Made Red»   | Люк Уотсон  | Джастин Янг    | 29 января 2016  | 3,21                           |
| 29      | 5          | «Люди из железа, люди из дыма» «Men Of Iron, Men Of Smoke» | Люк Уотсон  | Мэтт Деларги   | 5 февраля 2016  | 3,07                           |
| 30      | 6          | «Нет волков в Уайтчепеле» «No Wolves In Whitechapel»       | Энтони Бирн | Ричард Уорлоу  | 12 февраля 2016 | 3,07                           |
| 31      | 7          | «Эдмунд Рид сделал это» «Edmund Reid Did This»             | Энтони Бирн | Ричард Уорлоу  | 19 февраля 2016 | 2,97                           |

### Сезон 5 (2016)
(1897 год)
| № общий | № в сезоне | Название                                            | Режиссёр        | Автор сценария | Дата премьеры   |
| ------- | ---------- | --------------------------------------------------- | --------------- | -------------- | --------------- |
| 32      | 1          | «Закрытый гроб» «Closed Casket»                     | Дэниел Неттхейм | Ричард Уорлоу  | 12 октября 2016 |
| 33      | 2          | «Тонкая нить» «A Brittle Thread»                    | Дэниел Неттхейм | Ричард Уорлоу  | 12 октября 2016 |
| 34      | 3          | «Все сверкающие лезвия» «All the Glittering Blades» | Ник Роуленд     | Тоби Финлэй    | 12 октября 2016 |
| 35      | 4          | «Сновидения мертвеца» «The Dreaming Dead»           | Ник Роуленд     | Тоби Финлэй    | 12 октября 2016 |
| 36      | 5          | «Последнее хорошее дело» «A Last Good Act»          | Эшли Вэй        | Ричард Уорлоу  | 12 октября 2016 |
| 37      | 6          | «Отчёт о происшествиях» «Occurrence Reports»        | Эшли Вэй        | Ричард Уорлоу  | 12 октября 2016 |